# 森大河
森 大河（もり たいが、1951年5月26日 - 没年不明）は、日本の元俳優である。本名は対馬 公二。
青森県弘前市出身。青森県立弘前工業高等学校卒業。田村企画、オフィスC&P、オフィスBINに所属していた。
特技：銃砲刀剣類所持許可。

## 人物・来歴

### 現役時代
地元の高校を卒業後、就職のために単身上京して、京浜急行電鉄で保線作業に携わっていた。上京から四年後、俳優に転向。俳優活動開始間もなく、1974年放送の『白い牙』第22話「クレージーライダー」でゲスト主演に抜擢され、1975年放送の『TOKYO DETECTIVE 二人の事件簿』と翌年放送のその続編『新・二人の事件簿 暁に駆ける』ではレギュラー役を得るなどデビュー時は幸先が良かったが、それ以降は連続ドラマへのレギュラー出演は叶わなくなり不遇な時代を迎える。
その代わり、1970年代終盤に入る頃から若手悪役俳優として数々の刑事ドラマ、時代劇にゲスト出演しだすようになり、それが活動のメインとなる。身長182センチの長身、ボディビルで鍛え上げた身体、そして生来の野性的な顔立ちにニヒルな笑みを浮かべ、強盗など粗暴にふるまう凶悪犯の役を得意とした。とくに刑事役に森と同じくらいの長身ぞろいがいる『太陽にほえろ!』や「西部警察」シリーズでは逮捕する際の格闘シーンが映えた。『特捜最前線』でも悪役として幾度もゲスト出演していたが、最後の二作は悪役ではなく、船村刑事（演・大滝秀治）の娘婿役で出演して印象を残す。
活動はテレビドラマ中心ではあったが、1980年代半ばになると、以前は散発的だった映画出演も立て続けにこなしていく。『さよならジュピター』、『F2グランプリ』、『ゴジラ』など、1984年の東宝製作・配給による全国劇場公開作品では、何れもそれまでの粗暴なのとは違う役柄で出演して芸域を広げつつあった。

### 私生活
1985年、五年越しの交際を実らせ、日本航空の客室乗務員（当時の一般的な呼び名はスチュワーデス）をしていた対馬（旧姓・前田）祐三子と結婚。6月末に入籍し、8月上旬に新婚旅行を行った。公私ともに充実した日々を送っていた夫妻であったが、突然の悲劇が訪れる。1985年8月12日、その日は祐三子夫人にとって、新婚旅行で使った、結婚時に取得出来る特別休暇明け最初の勤務日であった。その際、森は自宅から祐三子夫人の出勤を見送っている。祐三子夫人は、羽田空港18時発 羽田→伊丹線のJAL123便にアシスタント・パーサーとして乗務し、日本航空123便墜落事故に遭遇。事故当夜、正確な墜落地点さえ判明せずに情報が錯綜するなか、森は祐三子夫人の無事を信じ切り、事態を静観して自宅で待機していたが、その願いもむなしく二日後に死亡が確認された。機内アナウンスを担当していたことからその機器がある客室最後部付近の配置であり、遺体もそこから見付かった。この付近は墜落の衝撃による壊滅的な損傷と火災は免れたため、他の死亡者と同様に遺体の外傷部分は極めて少なく、着衣していた制服にも汚れがなかったという（ちなみに、数少ない生存者の座席が集中していたところでもある）。8月28日、森は祐三子夫人の遺品を引き取りに行き、翌日その整理をしていたときに混じっていた手帳を発見する。それには客室乗務員たちが墜落するまで懸命に励んでいたことを象徴することになった、不時着時の機内アナウンスを想定していたメモ書きが記されてあって、日航関係者を通じて公表した。知人たちによると、事故後の森は「短い月日に幸せを全部食べてしまった」とすっかり力を落としていたが、メモを見つけてからはいくらか元気を取り戻した様子だったという。
この事故を境に、森の俳優活動は鈍り出し、出演作品数が極端に減っていく。そして、1987年放送の『胸キュン刑事』第11話「オトリ捜査は危険いっぱい」ゲスト出演を最後にフェイドアウトするように引退していった。

### 引退後
引退後は、原宿で店を経営していた。1996年に『TOKYO DETECTIVE 二人の事件簿』の共演者である高橋悦史が逝去した際には、高橋の葬儀を取りまとめていたが、高橋と同じく『二人の事件簿』の共演者であった高岡健二は、高橋が亡くなった約1年後に森も亡くなったと述べている。高岡は、生前の森の印象について、『二人の事件簿』に出演した当初、共演者を睨みつける仕草をしていたことから高岡が呼び出して注意したところ、当時の所属事務所の社長から「周りは敵だと思え」と教え込まれていたと返して、不器用で優しかったことから以後は仲良くなったと述懐している。

## 出演作品

### テレビドラマ
- 白い牙 第22話「クレージーライダー」（1974年、NTV / 大映テレビ）
- 二人の事件簿シリーズ（NET / ABC / 大映テレビ） - 篠原潤
  - TOKYO DETECTIVE 二人の事件簿（1975年）
  - 新・二人の事件簿 暁に駆ける（1976年 - 1977年）
- 太陽にほえろ!（NTV / 東宝）
  - 第175話「偶像」（1975年） - 北川丈太
  - 第233話「狙撃」（1977年） - リン・シャオ
  - 第260話「宝くじ」（1977年） - 多田信一
  - 第288話「射殺」（1978年） - 香川清
  - 第373話「疑わしきは」（1979年） - 小倉
  - 第399話「廃墟の決闘」、第400話「スコッチ・イン・沖縄」（1980年） - 手島安雄
  - 第421話「ドックとスニーカー」（1980年） - 柴崎克二
  - 第482話「ラッサ熱」（1981年） - 佐藤法夫
- 夜明けの刑事 第89話「犯人は誰だ! 恐怖のアパート連続殺人」（1976年、TBS / 大映テレビ）
- 破れ傘刀舟悪人狩り 第117話「二度死んだ男」（1976年、NET / 三船プロ） - 清次
- 破れ奉行 第14話「河童のわび証文」（1977年、ANB / 中村プロ） - 黒住大五郎
- Gメン'75（TBS / 東映）
  - 第114話「極秘捜査 赤ちゃん誘拐!」（1977年） - 杉本哲次
  - 第303話「殺し屋新婚夫婦」（1981年） - 健次（バーテン）
  - 第349話「カムバック・サーモン殺人事件」（1982年） - ハンターB
- 俺たちの朝 第41話「薩摩の海とカツオ節とああ青春」（1977年、NTV / 東宝） - 飯島（山川町漁業協同組合）
- 特捜最前線（ANB / 東映）
  - 第27話「跳弾 その愛のゆくえ」（1977年）
  - 第144話「ヨーコ・二人だけの新春哀歌!」（1980年）
  - 第200話「ローマ→パリ縦断捜査!」、第201話「ローマ→パリ縦断捜査II!」（1981年）
  - 第237話「木枯しや……」（1981年）
  - 第275話「望郷 凶悪のブルーハワイ!」、第276話「望郷II 帰らざるワイキキビーチ!」（1982年） - 古沢徹
  - 第329話「父と娘のしあわせ方程式!」（1983年） - 古沢徹
- 華麗なる刑事 第32話「1000万人の人質」（1977年、CX / 東宝）
- 七人の刑事 第3シリーズ（TBS）
  - 第20話「ブルートレインの女」（1978年）
  - 第69話「さよならやさしい母の国」（1979年）
- 土曜グランド劇場 / 姿三四郎（1978年、NTV） - 津崎公平
- 大都会 PARTIII 第34話「ストリート・ガール」（1979年、NTV / 石原プロ）
- 探偵物語 第10話「夜の仮面」（1979年、NTV / 東映ビデオ） - 極東商事用心棒（白スラックス）
- 大空港 第65話「激突! 赤いビーナス奪回作戦」（1979年、CX / 松竹） - 関口
- 西部警察シリーズ（ANB / 石原プロ）
  - 西部警察
    - 第12話「ビッグバッド・ママ」（1979年） - 飯島二郎
    - 第124話「-木暮課長- 不死鳥の如く・今」（1982年） - 岩川の共犯者

  - 西部警察 PART-III
    - 第2話「護送」（1983年）- 三沢猛
    - 第21話「PM3・消えた1億円」（1983年） - 木島孝弘（森島興業構成員）
    - 第41話「幻のチャンピオン」（1984年） - 東内の共犯（赤帽子）
    - 第58話「さらば老兵」（1984年） - 三沢幸司
- 必殺仕舞人 第11話「秋田音頭は国盗り家老の冥土唄 -秋田-」（1981年、ABC / 松竹） - 治三郎
- プロハンター 第12話「黒い薔薇は死の匂い」（1981年、NTV / セントラル・アーツ）
- 幻之介世直し帖 第13話「金も女もおそろしい」（1981年、NTV / 国際放映）
- 噂の刑事トミーとマツ 第2シリーズ（1982年、TBS）
  - 第19話「城ヶ島の対決! トミマツVS凶悪軍団」 - 松田
  - 第41話「もう嫌だ! コンビ解消独立します」 - 大田原興業の男
- 陽あたり良好! 第13話「遠くはるかな甲子園」第14話「甲子園よ永遠なれ」（1982年、NTV / 東宝）- 高橋（野球部コーチ）
- 時代劇スペシャル / 大江戸無頼 河内山宗俊 大名屋敷に仕掛けた美女救出作戦（1982年、CX）
- 大江戸捜査網（TX）
  - 第567話「女郎花恋歌 逃亡の昼と夜」（1982年） - 湯沢
  - 第621話「孤島に燃える! 悲恋の挽歌」（1983年） - 村川
  - 新 大江戸捜査網（1984年）
    - 第9話「鈴の音は女の涙唄」 - 与平次
    - 第23話「色街おんな怨み唄」 - 安次
- 流れ星佐吉 第25話「川がつけた大決着」（1984年、KTV）
- スーパーポリス 第4話「Oh! 女子大寮で張込み生中継」（1985年、TBS / 東映）
- 月曜ワイド劇場 / 美貌のメス・女外科医が見た大病院の疑惑!（1985年、ANB）
- 誇りの報酬（NTV / 東宝）
  - 第12話「これが情報屋のホコリだ!」（1985年） - 人気ホスト・山根
  - 第31話「狙撃者を追え!」（1986年） - ミッキー・ミヤモト刑事（ロス市警）
- 胸キュン刑事 第11話「オトリ捜査は危険いっぱい」（1987年、ANB）

### 映画
- 告訴せず（1975年、東宝） - 若い男
- 子連れ殺人拳（1976年、東映）
- 暴走の季節（1976年、東映） - スピーディ吉岡
- 白熱デッドヒート（1977年、東宝） - 正一（火の鳥）
- 太陽を盗んだ男（1979年、東宝） - 佐々木刑事
- 月光仮面 THE MOON MASK RIDER（1981年、日本ヘラルド映画） - リック・沢田
- 凶弾（1982年、松竹 / 富士映画）
- さよならジュピター（1984年、東宝）
- F2グランプリ（1984年、東宝） - 山下
- ゴジラ（1984年、東宝） - 新幹線の運転士